# Saison 2011-2012 de l'OGC Nice
Maillots
Chronologie
Saison précédente Saison suivante
La saison 2011-2012 de l'OGC Nice voit le club s'engager dans trois compétitions que sont la Ligue 1, la Coupe de France et la Coupe de la Ligue.

## Résumé de la saison

### Avant-saison
Pendant l'été, l'OGC Nice connaît un premier chamboulement : le 24 juin, Jean-Pierre Rivère est nommé président du club, en remplacement de Gilbert Stellardo. L'homme d'affaires niçois va également injecter 12 millions d'euros dans le club.
Côté transferts, plusieurs joueurs quittent le club, comme Ismaël Gace, Habib Bamogo, Mamadou Bagayoko, Grégory Paisley ou encore Lionel Letizi (remplacé par le gardien international péruvien Raúl Fernández). Danijel Ljuboja rejoint le Legia Varsovie, David Bellion et Abdou Traoré retournent à Bordeaux.
Pour les arrivées, l'OGC Nice ne traîne pas : Camel Meriem signe le 3 juin, puis Kévin Gomis arrive le 29 juin. Mickaël Poté, Julien Berthomier et Mahamane Traoré reviennent de prêt. Le 8 juillet, Fabián Monzón signe pour 4 ans contre deux millions d'euros. L'argentin portera le n°18. Le 4 août, c'est Fabrice Abriel qui arrive en provenance de Marseille, libéré par le club phocéen. Le recrutement niçois n'est pas clos, les Aiglons ont encore besoin de renforts, et ces derniers arriveront en fin de mercato : Xavier Pentecôte le 22 août, Franck Dja Djédjé le 26 août, puis Abraham Guié Guié et Yannick Djaló le 31 août. Mais le transfert du second n'est pas homologué, à cause d'un envoi trop tardif du contrat à la FIFA. Les niçois font appel, mais le 11 octobre, le TAS rejette l'appel, et le joueur doit retourner au Sporting Portugal. Il devrait rejoindre l'OGC Nice au mercato d'hiver.
Pour préparer la prochaine saison, les joueurs de l'OGC Nice partent en stage à Peralada, en Catalogne. Après quelques jours, ils affrontent en match amical l'équipe locale, qu'ils dominent 9-0. Les joueurs rentrent à Nice plus tôt que prévu, le match amical contre le Benfica Lisbonne ayant été annulé.
Les niçois affrontent ensuite Istres, mais malgré deux buts de Mounier et Tulasne, le gym concède le nul 2-2. Nice rencontre la sélection Guinéenne (qu'ils battent 1-0 grâce à un but de Mouloungui) puis Évian TG (contre lesquels Nice perd 2-0) avant un dernier match le 30 juillet face à l'Udinese, 4e du dernier championnat d'Italie, au Stade du Ray. Grâce à un but de David Hellebuyck, le Gym s'impose et remporte une victoire de gala pour son dernier match amical.

### Championnat
Nice commence son championnat à domicile, face à l'Olympique lyonnais. Malgré une bonne entame de match et un but marqué dès la 5e minute par Anthony Mounier, l'OGC Nice s'incline 1-3. Le championnat démarre assez mal pour les hommes d'Éric Roy. Lors de la deuxième journée, l'OGC Nice s'enlise à la dix-neuvième place du classement, à la suite d'une défaite à Annecy, contre Évian TG à la suite d'un but de Saber Khalifa à la 51e minute. L'OGC Nice commence le championnat par deux défaites, la situation est plutôt inquiétante, car le Gym manque de fond de jeu, et surtout d'une attaque efficace. Parallèlement, le Gym annonce un accord de principe avec Xavier Pentecôte, le jour où Nice affronte le TFC au Stade du Ray. L'OGC Nice concède le match nul, malgré l'ouverture du score de Mounier à la 31e minute et un fin de match confuse. En effet, l'arbitre refuse un second but valable d'Anthony Mounier (un troisième but est également refusé dans la minute qui suit) et Éric Mouloungui rate un penalty dans la foulée, alors que Toulouse se retrouve à 10 contre 11. L'OGC Nice pointe à la 20e et dernière place du classement après 3 journées.
Lors de la quatrième journée, le Gym concède le nul face au Stade brestois à domicile (0-0), puis s'incline 1-0 à Montpellier (but de Souleymane Camara). Après 5 journées, l'OGC Nice court toujours après sa première victoire et pointe au 19e rang, juste devant Valenciennes. Le 17 septembre, Nice remporte enfin son premier match, au Stade du Ray face à Ajaccio sur le score de 3-0, grâce à deux buts sur penalty de Fabián Monzón (45e et 87e) et un but de la tête par Renato Civelli (88e). Forts de ce succès, les Niçois sortent enfin de la zone de relégation, et se trouvent en 15e position. 4 jours plus tard, les Aiglons s'inclinent à Paris, malgré un nouveau but sur pénalty de Fabián Monzón (61e), en réponse à deux autres pénaltys (marqués par Nenê et Kevin Gameiro).
Le samedi suivant, Nice concède un triste match nul à domicile face à Dijon, grâce à un but de Franck Dja Djédjé dans le temps additionnel (90e+3). À Caen, les niçois réalisent une très belle performance, en égalisant à la treizième minute du temps additionnel (90e+13), à la suite d'une panne de projecteurs. Les caennais avaient pourtant ouvert le score par Pierre-Alain Frau à la 80e minute. Le Gym réalise ensuite une très belle performance au stade du Ray, en battant les Girondins de Bordeaux 3-0, grâce à des buts d'Éric Mouloungui, David Hellebuyck et François Clerc. Les joueurs de l'OGC Nice fêtent donc d'une belle manière les 10 ans de l'Armada Rumpetata Nissa (ARN), le second groupe de supporters le plus important du Gym après la Brigade Sud Nice. Après cette belle victoire, les Niçois sont 13e. Mais le samedi suivant, les Aiglons s'inclinent à Nancy, sur le score de 1-0 (but de Daniel Niculae à la 54e).
Une semaine plus tard, l'Ogym reçoit Sochaux, trois jours après les avoir affrontés en Coupe de la Ligue (victoire niçoise 2-1 grâce à un doublé de Xavier Pentecôte). Malgré l'ouverture du score d'Éric Mouloungui, Nice concède le nul 1-1, en grande partie à cause de Saïd Enjimi, l'arbitre de la rencontre, rapidement dépassé et prenant des décisions injustifiées (notamment l'exclusion de David Hellebuyck). L'OGC Nice s'incline ensuite à Marseille sur le score de 2-0 (buts de Jordan Ayew et de Loïc Rémy sur penalty), et descend à la dix-septième place. Le 15 novembre, René Marsiglia succède à Éric Roy au poste d'entraîneur de l'OGC Nice, lequel retrouve son poste de manager général sportif. Le samedi suivant, les Aiglons s'inclinent à domicile (pour la première fois depuis la 1re journée) face à Saint-Étienne (0-2). Les Niçois peuvent une nouvelle fois pester contre l'arbitre, Ruddy Buquet, qui aura renvoyé 3 joueurs niçois au vestiaire (dont deux de manière discutable) : David Ospina, Éric Mouloungui et Renato Civelli. À la suite de cette défaite, les Aiglons sombrent à la 19e place du championnat.
Après une nouvelle défaite (1-0) à Lorient (à la suite d'un penalty transformé par Arnold Mvuemba), les Niçois dominent Rennes à domicile, sur le score de 2-0 (buts de Monzón sur penalty et Civelli). Malgré cette victoire, les Aiglons ne parviennent pas à confirmer, et s'inclinent sur la pelouse d'Auxerre (2-1) malgré un superbe but d'Éric Mouloungui. Après 17 journées, Nice est 19e, avec seulement 14 points au compteur. Face à Valenciennes, les Niçois reprennent leur marche en avant, en dominant les nordistes (2-0) grâce à un doublé d'Anthony Mounier.
Le 21 décembre, sur le terrain du LOSC, champion en titre, et alors que tout le monde s'attendait à une nouvelle défaite, les Aiglons réalisent une performance exceptionnelle : Menés dès la 9e minute, les Aiglons égalisent à la 16e minute grâce à Renato Civelli. Malgré un second but lillois à la 27e minute, Nice va de nouveau réagir, par l'intermédiaire de Éric Mouloungui et Franck Dja Djédjé : le premier double passeur pour le doublé du second en 10 minutes (35e et 45e), permettant à l'OGC Nice de mener à la mi-temps, sur le score de 2-3. Dominés, les Niçois tiendront jusqu'à la 71e minute et l'expulsion sévère d'Éric Mouloungui. Ils encaisseront deux buts en fin de match (Eden Hazard à la 76e et Florent Balmont à la 88e), et alors que les locaux se dirigeaient vers une victoire, François Clerc égalisait au bout du temps additionnel (90+4e), profitant d'un moment de confusion dans la surface adverse. Les Aiglons concèdent finalement le match nul 4-4, et terminent l'année 2011 en beauté.
Après la trêve, qui voit l'arrivée de Kévin Anin et Elliot Grandin recrutés au mercato d'hiver, et malgré les qualifications en Coupe de France (face à Marck) et en Coupe de la Ligue (contre Dijon), Nice s'incline à Brest (1-0, but de Ben Basat) puis face à Montpellier (0-1, but de Giroud à la 90e), match durant lequel Ospina a stoppé un penalty. La semaine suivante, à Ajaccio, les Aiglons arrachent le nul (1-1, but d'Esmaël Gonçalves), puis concèdent le nul à domicile face au Paris Saint-Germain (0-0). Malheureusement, les Niçois retombent dans leurs travers à Dijon et s'inclient lourdement 3-0 (plus large défaite de la saison). Une semaine plus tard, malgré le huis clos partiel infligé par la Ligue, obligeant la fermeture de la tribune sud, Nice se reprend à domicile en dominant le Stade Malherbe de Caen (1-0, but d'Anthony Mounier). Les Niçois sortent enfin de la zone de relégation, et remontent à la dix-septième place.
Nice commence le mois de mars en allant s'imposer à Bordeaux (1-2), grâce à des buts de Monzón et de Guié Guié. Le Gym concède ensuite le nul face à Nancy (1-1), puis s'incline à Sochaux (2-0). Les Aiglons obtiennent un nouveau match nul dans le derby face à l'Olympique de Marseille (1-1), avant de réaliser un hold-up à Saint-Étienne (2-3, doublé d'Anthony Mounier et but de François Clerc. Les Niçois s'imposent ensuite face au FC Lorient après un match maîtrisé (2-0, Mounier et Civelli buteurs). Nice retombe ensuite dans ses travers avec une défaite logique à Rennes (3-1) puis une victoire poussive au Ray face à la lanterne rouge Auxerre (but de Monzón sur pénalty). Suivent ensuite deux défaites, à Valenciennes (2-0) et face au LOSC (0-1).
Cette défaite sera la dernière de la saison, car les Aiglons, menacés par la relégation, ne perdront aucun de leurs trois derniers matchs : L'OGC Nice concède deux matchs nuls sur le terrain de Toulouse (0-0) et à domicile contre Évian Thonon Gaillard (1-1). Toujours en danger mais maîtres de leur destin, les Aiglons se déplacent à Gerland peu confiants. Le début du match face à l'Olympique lyonnais leur donnera raison : Les aiglons sont menés 2-0 après 26 minutes de jeu, et sont plus que jamais en danger. Mais Fabián Monzón puis Kafoumba Coulibaly vont sonner la révolte et revenir au score peu avant la pause. 2-2 à la mi-temps, tout est encore possible. 10 minutes après la reprise, Hugo Lloris se troue un coup franc anodin de Didier Digard. 2-3 pour l'OGC Nice. Lyon va pousser, et égaliser grâce à Jimmy Briand. Mais à peine 5 minutes plus tard, Esmaël Gonçalves marque ce qui sera peut-être le plus beau but de sa carrière : Servi par François Clerc (dans sa moitié de terrain), le jeune portugais évite le tacle de Källström, enrhume Umtiti avec un petit pont suivi d'une accélération fulgurante. Il résiste ensuite épaule contre épaule au retour de Bakary Koné avant d'ajuster Hugo Lloris d'une majestueuse pichenette. Ce but permet à Nice de s'imposer (pour la première fois depuis 39 ans) et de se maintenir en Ligue 1, au terme d'une saison éprouvante.

### Coupe de la Ligue
Les niçois font leur entrée en Coupe de la Ligue le 31 août, à Toulouse. Les locaux ouvrent le score dès la 10e minute par l'intermédiaire de Jean-David Beauguel. Mais l'OGC Nice réagit, et Renato Civelli égalise de la tête à la 36e minute. Après la pause, Anthony Mounier double la mise d'une superbe volée de plus de 30 mètres, et donne l'avantage aux aiglons, qui le conserveront jusqu'au bout. En huitièmes de finale, l'OGC Nice rencontre le FCSM.
Le 26 octobre, Nice reçoit Sochaux pour les huitièmes de finale de la Coupe de la Ligue. Grâce à un doublé de Xavier Pentecôte, l'OGC Nice se qualifie pour les quarts, malgré la réduction du score sochalienne d'Abdoul Camara à la 79e minute. Le tirage au sort, effectué dans la foulée, désigne Dijon comme adversaire des Aiglons en quarts de finale. Nice aura l'avantage de jouer au Stade du Ray.
Nice reçoit Dijon le 11 janvier, au Stade du Ray. Menés dès la 18e minute (but de Guerbert), les Aiglons égalisent à la 35e minute grâce à un but d'Anthony Mounier. Après la pause, Dijon prend l'avantage grâce à un but de Jovial (62e), mais les Niçois ne lâchent rien, et à la 78e minute, Renato Civelli égalise à nouveau. Le suspense dure jusqu'au bout des prolongations, plus précisément à la 117e minute, quand Gomis accroche Jovial dans la surface niçoise, offrant un penalty aux visiteurs. Éric Bauthéac ne se prive pas pour le transformer, et redonner l'avantage à Dijon. Mais à peine quelques secondes plus tard, après que Civelli a obtenu un coup franc à l'entrée de la surface adverse, Fabián Monzón s'élance et expédie le ballon dans la lucarne dijonnaise, arrachant les tirs au but à la 119e minute. Lors de la séance de tirs au but, Raúl Fernández stoppe le penalty de Sankharé, offrant la qualification aux Niçois.
En demi-finale, les Aiglons héritent d'un tirage difficile : l'OGC Nice se déplacera au Stade Vélodrome pour affronter l'Olympique de Marseille. L'avant-match est tendu, la rivalité étant très importante entre les deux équipes, et notamment car les Marseillais refusent d'accorder un nombre de places plus important aux supporteurs niçois (seulement 411 places dans le parcage visiteurs au lieu des 1500 demandées par l'OGC Nice), créant également des tensions entre les deux clubs. Malgré le faible nombre de places accordées, les Niçois comptent bien se déplacer en masse à Marseille, en investissant les autres tribunes, et plus particulièrement la tribune Ganay, située en dessous du parcage niçois, ce qui inquiète les dirigeants marseillais, effrayés à l'idée de mêler Niçois et Marseillais dans une même tribune. Deux jours avant le match, l'OM cède et accorde un parcage agrandi aux supporters niçois, attendus en nombre.
L'Olympique de Marseille accueille donc l'OGC Nice pour cette demi-finale. Avant le match, de nombreux supporters ont été attaqués par des marseillais, notamment des cars de supporters et des véhicules indépendants. Sur le terrain, Loïc Rémy ouvre le score dès la 16e minute, mais les niçois réagissent et égalisent par l'intermédiaire d'Anthony Mounier à la 44e minute. Après la mi-temps, Brandao redonne l'avantage aux Marseillais, puis Mathieu Valbuena est exclu quelques minutes plus tard. En fin de match, à la suite d'une simulation grotesque de César Azpilicueta (et peut-être par compensation) l'arbitre Clément Turpin renvoie Franck Dja Djédjé au vestiaire, alors que celui-ci n'a même pas touché le défenseur espagnol. L'aventure s'arrête là pour les Niçois, il s'agissait de leur troisième demi-finale en quatre ans (deux en Coupe de la Ligue, une en Coupe de France).

### Effectif actuel
L'effectif professionnel de la saison 2011-2012 est entraîné dans un premier temps par Éric Roy et ses adjoints René Marsiglia et Frédéric Gioria. En novembre 2011, René Marsiglia succède à Éric Roy. L'entraîneur des gardiens Bruno Valencony a sous son aile trois joueurs dont David Ospina, l'un des gardiens de l'équipe de Colombie de football.

## Transferts

### Mercato d'été
| Date        | Nom                       | Nationalité   | Modalité                   | Provenance/Destination    | Division         |
| Arrivées    |                           |               |                            |                           |                  |
| 3 juin      | Camel Meriem              | France        | Libre (2 ans)              | AC Arles-Avignon          | Ligue 2          |
| 29 juin     | Kévin Gomis               | France        | Libre (3 ans)              | Naval                     | Liga Orangina    |
| 1er juillet | Raúl Fernández Valverde   | Pérou         | Retour de prêt             | Universitario de Deportes | Primera División |
| 1er juillet | Mickaël Poté              | Bénin         | Retour de prêt             | Le Mans FC                | Ligue 2          |
| 8 juillet   | Fabián Monzón             | Argentine     | Transfert (2M€ - 4 ans)    | CA Boca Juniors           | Primera División |
| 4 août      | Fabrice Abriel            | France        | Libre (3 ans)              | Olympique de Marseille    | Ligue 1          |
| 20 août     | Xavier Pentecôte          | France        | Transfert (1,2M € - 4 ans) | Toulouse FC               | Ligue 1          |
| 26 août     | Franck Dja Djédjé         | Côte d'Ivoire | Libre (3 ans)              | AC Arles-Avignon          | Ligue 2          |
| 31 août     | Abraham Guié Guié         | Côte d'Ivoire | Transfert (1M€ - 4 ans)    | Tours FC                  | Ligue 2          |
| Départs     |                           |               |                            |                           |                  |
| 1er juillet | Lionel Letizi             | France        | Fin de contrat             | Retraite                  |                  |
| 1er juillet | Alain Cantareil           | France        | Fin de contrat             | -                         |                  |
| 1er juillet | Grégory Paisley           | France        | Fin de contrat             | EA Guingamp               | Ligue 2          |
| 1er juillet | Habib Bamogo              | Burkina Faso  | Fin de contrat             | Panetolikos               | D2 Grecque       |
| 1er juillet | Mamadou Bagayoko          | Mali          | Fin de contrat             | -                         |                  |
| 1er juillet | Abeiku Quansah            | Ghana         | Fin de contrat             | Arsenal Kiev              | Premier-Liga     |
| 18 juillet  | Adeílson Pereira de Mello | Brésil        | Fin de contrat             | Criciúma Esporte Clube    | Série B          |
| 1er juillet | David Bellion             | France        | Retour de prêt             | Girondins de Bordeaux     | Ligue 1          |
| 1er juillet | Chaouki Ben Saada         | Tunisie       | Fin de contrat             | RC Lens                   | Ligue 2          |
| 1er juillet | Danijel Ljuboja           | Serbie        | Fin de contrat             | Legia Varsovie            | Ekstraklasa      |
| 28 juillet  | Ismaël Gace               | France        | Fin de contrat             | US Boulogne Côte d'Opale  | Ligue 2          |
| 1er juillet | Julien Berthomier         | France        | Prêt                       | Red Star 93               | National         |
| 18 juillet  | Jonathan Quartey          | Ghana         | Fin de contrat             | -                         |                  |
| 1er juillet | Abdou Traoré              | Mali          | Retour de prêt             | Girondins de Bordeaux     | Ligue 2          |
| 1er août    | Mahamane Traoré           | Mali          | Prêt avec option d'achat   | FC Metz                   | Ligue 2          |
| 23 août     | Mickaël Poté              | Bénin         | Transfert (3 ans)          | SG Dynamo Dresde          | 2. Bundesliga    |

### Mercato d'hiver
| Date       | Nom              | Nationalité | Modalité                    | Provenance/Destination | Division            |
| Arrivées   |                  |             |                             |                        |                     |
| 17 janvier | Kévin Anin       | France      | Transfert (2,5M€ - 3,5 ans) | FC Sochaux             | Ligue 1             |
| 28 janvier | Elliot Grandin   | France      | Prêt OA (0,24M€ - 6 mois)   | Blackpool FC           | Championship League |
| Départs    |                  |             |                             |                        |                     |
| 6 janvier  | Larrys Mabiala   | RD Congo    | Transfert (1,5M€ - 2,5 ans) | Kardemir Karabükspor   | Süper Lig           |
| 27 janvier | Jonathan Quartey | Ghana       | Rupture de contrat          | -                      | -                   |

## Saison 2011-2012

### Sponsors
L'OGC Nice a pour équipementier la marque suisse Burrda.
Parmi les sponsors de l'OGC Nice figurent la Communauté urbaine Nice Côte d'Azur et Pizzorno Environnement. Ces derniers sont d'ailleurs les seuls à figurer le maillot du Gym. Mad-Croc et Takara n'apparraissent plus sur ce même maillot.
Le 24 septembre, le club annonce un accord avec Les Mutuelles du Soleil, qui devient le nouveau sponsor principal de l'OGC Nice. Le logo des Mutuelles du Soleil apparaît sur la face avant du maillot de l'équipe professionnelle pour l'ensemble des rencontres de Ligue 1, depuis la septième journée et la rencontre au Parc des Princes contre le Paris Saint-Germain.

### Derbys de la saison

#### Championnat
| Club                   | Aller | Total | Retour | Club       |
| ---------------------- | ----- | ----- | ------ | ---------- |
| Olympique de Marseille | 2-0   | 3-1   | 1-1    | OGC Nice   |
| OGC Nice               | 3-0   | 4-1   | 1-1    | AC Ajaccio |

#### Coupe de la Ligue
Le hasard a voulu que les deux clubs se retrouvent en demi-finales de l'édition 2011-2012 de la Coupe de la Ligue. Les deux clubs s'affrontent le 1er février 2012, au Stade Vélodrome.
| 1/2 finale                      | Olympique de Marseille                     | 2 - 1   | OGC Nice                     | Stade Vélodrome, Marseille                      |                                                 |
| mercredi 1er février 2012 20:50 | Rémy 16e · Brandao 57e · Valbuena 48e, 64e | (1 - 1) | 44e Mounier · 83e Dja Djédjé | Spectateurs : 12 567 Arbitrage : Clément Turpin | Spectateurs : 12 567 Arbitrage : Clément Turpin |
| mercredi 1er février 2012 20:50 | Rapport                                    |         |                              | Spectateurs : 12 567 Arbitrage : Clément Turpin | Spectateurs : 12 567 Arbitrage : Clément Turpin |

### Classements

#### Général
mis à jour le 21 mai 2012
| Rang | Équipe                 | Pts | J  | G  | N  | P  | Bp | Bc | Diff |
| ---- | ---------------------- | --- | -- | -- | -- | -- | -- | -- | ---- |
| 11   | AS Nancy-Lorraine      | 45  | 38 | 11 | 12 | 15 | 38 | 48 | -10  |
| 12   | Valenciennes FC        | 43  | 38 | 12 | 7  | 19 | 40 | 50 | -10  |
| 13   | OGC Nice               | 42  | 38 | 10 | 12 | 16 | 39 | 46 | -7   |
| 14   | FC Sochaux-Montbéliard | 42  | 38 | 11 | 9  | 18 | 40 | 60 | -20  |
| 15   | Stade brestois 29      | 41  | 38 | 8  | 17 | 13 | 31 | 38 | -7   |

Source : Classement de Ligue 1 sur le site de la LFP.

Règles de classement : 1. points ; 2. différence de buts ; 3. buts marqués ; 4. différence de buts particulière ; 5. classement du fair-play.
| Qualifications européennes pour la saison 2011-2012 - Phase de groupes de la Ligue des champions - Tour de barrages de la Ligue des champions - Tour de barrages de la Ligue Europa - 3e tour de qualification de la Ligue Europa | Relégations pour la saison 2011-2012 - Maintien en Ligue 1 - Relégation en Ligue 2 | Abréviations P : Promus en Ligue 1 en 2010 T : Tenant du titre 2010 V : Vice-champion 2010 CF : Vainqueur de la Coupe de France 2010-2011 CL : Vainqueur de la Coupe de la Ligue 2010-2011 |

#### Domicile
mis à jour le 21 mai 2012
| Rang | Équipe                   | Pts | J  | G | N | P | Bp | Bc | Diff |
| ---- | ------------------------ | --- | -- | - | - | - | -- | -- | ---- |
| 10   | AS Saint-Étienne         | 31  | 19 | 9 | 4 | 6 | 27 | 20 | +7   |
| 11   | FC Lorient               | 30  | 19 | 8 | 6 | 5 | 20 | 14 | +6   |
| 12   | OGC Nice                 | 28  | 19 | 7 | 7 | 4 | 20 | 12 | +8   |
| 13   | Stade brestois 29        | 29  | 19 | 7 | 8 | 4 | 22 | 17 | +5   |
| 14   | Évian Thonon Gaillard FC | 29  | 19 | 9 | 2 | 7 | 29 | 29 | 0    |

Source : Classement de Ligue 1 sur le site de la LFP.

#### Extérieur
mis à jour le 21 mai 2012
| Rang | Équipe                 | Pts | J  | G | N | P  | Bp | Bc | Diff |
| ---- | ---------------------- | --- | -- | - | - | -- | -- | -- | ---- |
| 14   | FC Sochaux-Montbéliard | 14  | 19 | 3 | 5 | 11 | 19 | 36 | -17  |
| 15   | Dijon FCO              | 14  | 19 | 3 | 5 | 11 | 15 | 37 | -22  |
| 16   | OGC Nice               | 13  | 19 | 3 | 4 | 12 | 18 | 33 | -15  |
| 17   | Stade brestois 29      | 12  | 19 | 1 | 9 | 9  | 9  | 21 | -12  |
| 18   | AJ Auxerre             | 10  | 19 | 1 | 7 | 11 | 16 | 29 | -13  |

Source : Classement de Ligue 1 sur le site de la LFP.

#### Résultats par journée
| Journée   | 01  | 02  | 03  | 04  | 05  | 06  | 07  | 08  | 09  | 10  | 11  | 12  | 13  | 14  | 15  | 16  | 17  | 18  | 19  | 20  | 21  | 22  | 23  | 24  | 25  | 26  | 27  | 28  | 29  | 30  | 31  | 32  | 33  | 34  | 35  | 36  | 37  | 38  |
| --------- | --- | --- | --- | --- | --- | --- | --- | --- | --- | --- | --- | --- | --- | --- | --- | --- | --- | --- | --- | --- | --- | --- | --- | --- | --- | --- | --- | --- | --- | --- | --- | --- | --- | --- | --- | --- | --- | --- |
| Terrain   | D   | E   | D   | D   | E   | D   | E   | D   | E   | D   | E   | D   | E   | D   | E   | D   | E   | D   | E   | E   | D   | E   | D   | E   | D   | E   | D   | E   | D   | E   | D   | E   | D   | E   | D   | E   | D   | E   |
| Résultats | D   | D   | N   | N   | D   | V   | D   | N   | N   | V   | D   | N   | D   | D   | D   | V   | D   | V   | N   | D   | D   | N   | N   | D   | V   | V   | N   | D   | N   | V   | V   | D   | V   | D   | D   | N   | N   | V   |
| Points    | 0   | 0   | 1   | 2   | 2   | 5   | 5   | 6   | 7   | 10  | 10  | 11  | 11  | 11  | 11  | 14  | 14  | 17  | 18  | 18  | 18  | 19  | 20  | 20  | 23  | 26  | 27  | 27  | 28  | 31  | 34  | 34  | 37  | 37  | 37  | 38  | 39  | 42  |
| Place     | 18e | 19e | 20e | 17e | 19e | 15e | 17e | 17e | 15e | 13e | 14e | 16e | 17e | 18e | 19e | 18e | 19e | 18e | 17e | 18e | 20e | 18e | 18e | 19e | 17e | 16e | 16e | 18e | 18e | 16e | 13e | 14e | 12e | 14e | 15e | 14e | 13e | 13e |

Source : Liste des rencontres

Terrain : D = Domicile ; E = Extérieur. Résultat: D = Défaite ; N = Nul ; V = Victoire.

### Statistiques diverses

#### Meilleurs buteurs
|    | Buteur             | Buts |
| -- | ------------------ | ---- |
| 1  | Anthony Mounier    | 8    |
| 2  | Fabián Monzón      | 8    |
| 3  | Renato Civelli     | 4    |
| 4  | Éric Mouloungui    | 4    |
| 5  | François Clerc     | 4    |
| 6  | Franck Dja Djédjé  | 4    |
| 8  | Esmaël Gonçalves   | 2    |
| 7  | David Hellebuyck   | 1    |
| 9  | Abraham Guié Guié  | 1    |
| 10 | Nemanja Pejčinović | 1    |
| 11 | Kafoumba Coulibaly | 1    |

#### Meilleurs passeurs
|    | Passeur            | Passes |
| -- | ------------------ | ------ |
| 1  | Renato Civelli     | 3      |
| 2  | Camel Meriem       | 2      |
| 3  | Esmaël Gonçalves   | 3      |
| 4  | Anthony Mounier    | 2      |
| 5  | Kafoumba Coulibaly | 1      |
| 6  | François Clerc     | 1      |
| 7  | Elliot Grandin     | 1      |
| 8  | David Hellebuyck   | 1      |
| 9  | Didier Digard      | 1      |
| 10 | Éric Mouloungui    | 1      |
| 11 | Abraham Guié Guié  | 1      |
| 12 | Fabrice Abriel     | 1      |

#### Aiglon du mois
| Mois      | Joueur              |
| --------- | ------------------- |
| Août      | Anthony Mounier     |
| Septembre | Fabián Monzón       |
| Octobre   | David Hellebuyck    |
| Novembre  | Fabián Monzón (2)   |
| Décembre  | Éric Mouloungui     |
| Janvier   | Fabián Monzón (3)   |
| Février   | Kévin Anin          |
| Mars      | Anthony Mounier (2) |
| Avril     | Renato Civelli      |
| Mai       | Fabián Monzón (4)   |

### Autres

#### Buts
- Premier but de la saison : Anthony Mounier   6e contre l'Olympique lyonnais (1-3), le 6 août 2011.
- Premier penalty : Fabián Monzón   45+1e contre l'AC Ajaccio (3-0), le 17 septembre 2011.
- Premier doublé : Fabián Monzón à la 45e minute puis à la 87e face à l'AC Ajaccio (3-0), le 17 septembre 2011.
- But le plus rapide d'une rencontre : Anthony Mounier   6e contre l'Olympique lyonnais (1-3), le 6 août 2011.
- But le plus tardif d'une rencontre : Éric Mouloungui   90+13e face au Stade Malherbe de Caen, le 1er octobre 2011.
- Plus grande marge : 3 buts
  - OGC Nice 3 - 0 AC Ajaccio, le 17 septembre 2011
  - OGC Nice 3 - 0 Girondins de Bordeaux, le 15 octobre 2011
- Plus grand nombre de buts marqués : 4 buts
  - Lille OSC 4 - 4 OGC Nice, le 21 décembre 2011
  - Olympique lyonnais 3 - 4 OGC Nice, le 20 mai 2012
- Plus grand nombre de buts marqués en une mi-temps : 3 buts
  - Lille OSC 4 - 4 OGC Nice, le 21 décembre 2011

#### Discipline
- Premier carton jaune : Camel Meriem  78e lors de Nice - OL, le 6 août 2011.
- Premier carton rouge : Fabián Monzón    85e lors de PSG - Nice, le 21 septembre 2011.
- Carton rouge le plus rapide : Kévin Anin   13e lors de VAFC - Nice, le 30 avril 2012.
- Carton rouge le plus tardif : Renato Civelli   86e lors de Nice - Saint-Étienne, le 19 novembre 2011.
- Plus grand nombre de cartons jaunes dans un match : 9 cartons
  - Nice - Sochaux : à Xavier Pentecôte, Renato Civelli, Éric Mouloungui, François Clerc, Anthony Mounier (Nice), Loïc Poujol, Edouard Butin, Ryad Boudebouz et Modibo Maïga (Sochaux), le 30 octobre 2011.
- Plus grand nombre de cartons rouges dans un match : 3 cartons
  - Nice - AS Saint-Étienne : à David Ospina, Éric Mouloungui et Renato Civelli (Nice), le 19 novembre 2011.